# Termopolio

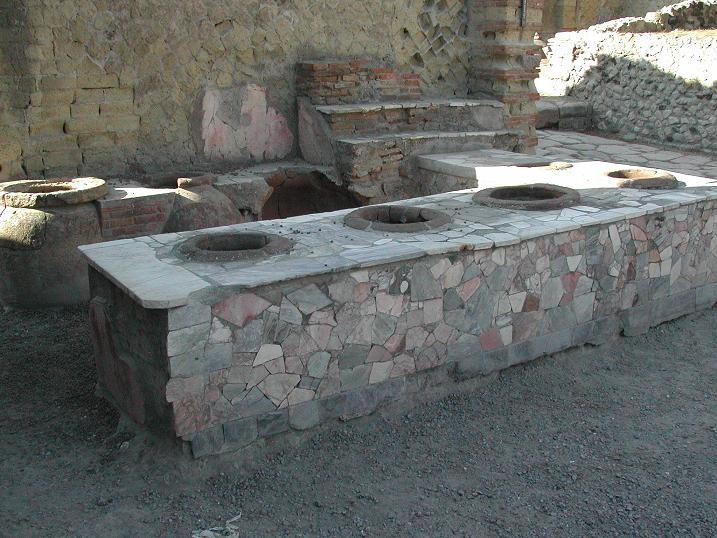
Termopolio en Herculano.

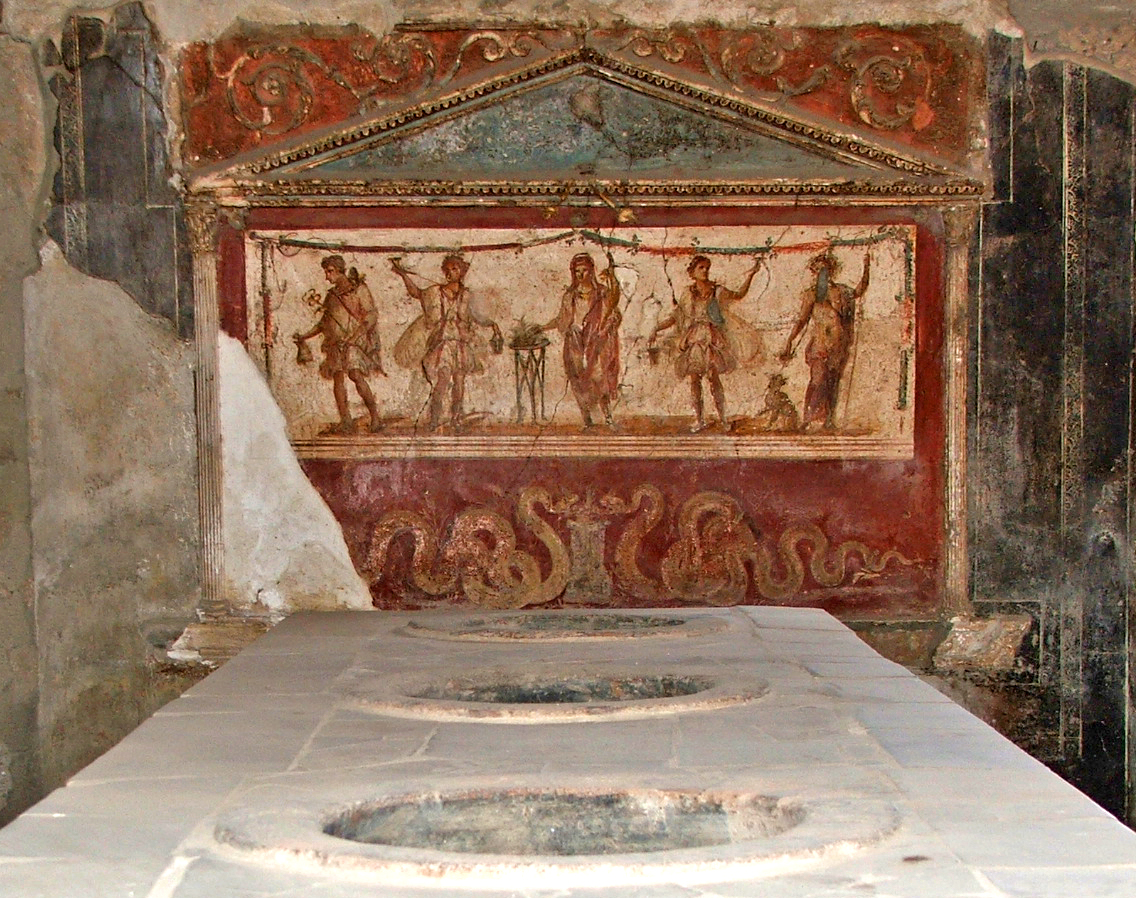
Un termopolio en Pompeya.

En la antigua Roma, un termopolio (en latín thermopolium, plural thermopolia) era un establecimiento comercial en el que podían comprarse alimentos listos para comer. Se considera el antepasado de los restaurantes actuales, comparándose a veces los alimentos que servían con la comida rápida moderna. Estos locales servían principalmente a pobres o a quienes no podían permitirse una cocina privada, lo que a veces hacía que fueran desdeñados por los de clases más altas.

## Diseño
Un termopolio típico consistía en una pequeña habitación con un peculiar mostrador de albañilería delante. Empotrados en él había jarras de barro (llamadas dolia) en las que se almacenaba la comida caliente. Algunos podían estar también decorados con frescos.
Pueden visitarse ruinas de termopolios bien conservados en Pompeya y Herculano.